# Мария Хосефа Пиментель и Тельес-Хирон
Мария Хосефа де Борха Пиментель и Тельес-Хирон, 12-я герцогиня Бенавенте (исп. María Josefa de Borja Pimentel y Téllez-Girón, XII duquesa de Benavente; 26 ноября 1752, Мадрид — 5 октября 1834, Мадрид) — испанская аристократка, герцогиня Осуна и покровительницей художника Франсиско де Гойи, а также других художники, писателей и учёных.
Она была первым президентом Совета дам чести и заслуг, женской благотворительной ассоциации, основанной в 1787 году, в Эпоху Просвещения, королем Карлосом III в Мадриде.

## Биография

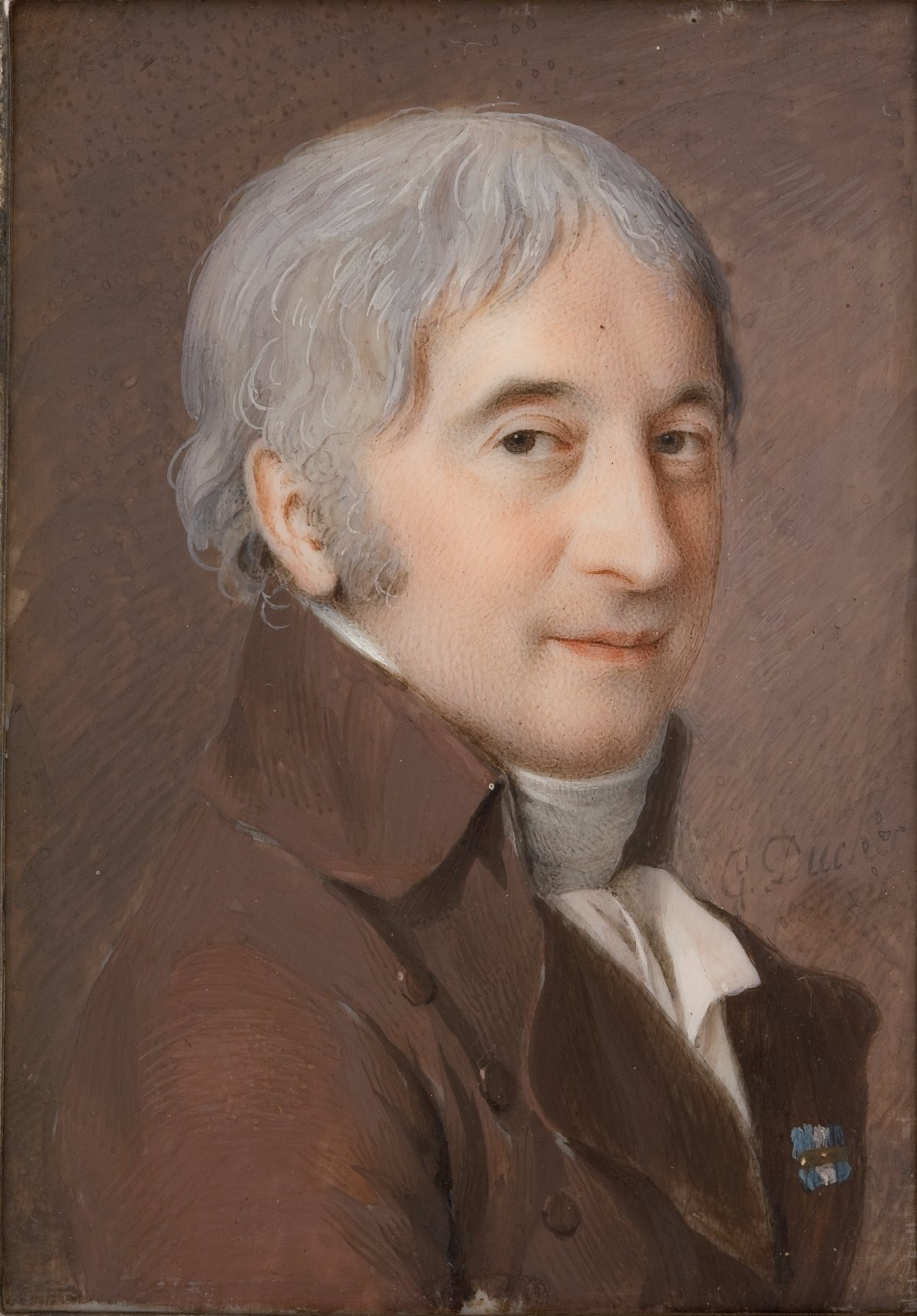
Педро де Алькантара Тельес-Хирон-и-Пачеко, 9-й герцог Осуна, картина Гильермо Дакера, 1805 год, Музей Прадо.

Родилась 26 ноября 1752 года в Мадриде. Единственная дочь Франсиско Альфонсо-Пиментеля-и-Борха, 11-го герцога Бенавенте (1706—1763) и Марии Фаустины Тельес-Хирон-и-Перес де Гусман (1724—1797). По рождению она была графиней-герцогиней Бенавенте и 29 декабря 1771 года вышла замуж за своего двоюродного брата Педро де Алькантара Тельес-Хирон-и-Пачеко, 9-го герцога Осуна (1755—1807). Её имущество и дворянские титулы перешли в собственность дома Осуна.
Согласно современным источникам, герцогиня была женщиной острого ума, элегантности и хладнокровия. Она была очень заметным персонажем в Мадриде, где соперничала с королевой Марией Луизой и герцогиней Каэтаной де Альба. Он играл важную роль в испанском обществе того времени.
Герцогиня интересовалась ландшафтным садоводством, и с 1780-х годов она разработала сад в Эль-Капричо, семейном поместье в Аламеда-де-Осуна, недалеко от Мадрида. Сад, сохранившийся в хорошем состоянии, демонстрирует английское и французское влияние.
Когда французы вторглись в Испанию в 1808 году, она бежала из Мадрида через Севилью в Кадис, где жила до тех пор, пока французы не покинули Испанию в 1814 году.
Герцогиня содержала один из самых важных литературных салонов в Мадриде, став олицетворением просвещенных аристократов конца 18 века. В этом смысле она была одной из первых двух женщин, присоединившихся к Real Sociedad Económica Matritense . Учитывая разногласия, вызванные допуском женщин, в Матритенсе был сформирован Совет дам чести и заслуг (1787), президентом которого были назначены графиня Бенавенте и герцогиня Осуна.
В ней и в её муже художник Франсиско Хосе де Гойя-и-Лусьентес нашел надежную опору, отличавшуюся развитым художественным вкусом. Герцогиня не только приобрела одну из первых папок серии гравюр Los Caprichos, но и, вероятно, была тем, кто заказал художнику две серии картин кабинета, которые теперь известны, среди них группа сцен колдовства, в которых масло Выделяются «Шаббат» (1798) (Музей Ласаро Гальдиано в Мадриде) и «Полет ведьм» (Музей Прадо).
На известном портрете Гойи (Мартовская коллекция) герцогиня предстает стоящей в позе благородной сдержанности, повернувшись к зрителю. Его одежда следует моде, инициированной королевой Марией-Антуанеттой в Париже того времени. На другой картине Гойи (музей Прадо) изображена герцогская семья. В крупноформатной картине Гойе удалось с большим мастерством и мудростью воспринять душу своих героев. В безмятежной группе Гойя смог уловить дружелюбие герцога, интеллект герцогини и тонко дифференцированную невинность их четверых детей.
Она была создателем того, что сейчас называется мадридским парком Эль-Капричо, личным желанием ее виллы для отдыха, которая сегодня является одним из самых богатых активов в городе Мадрид.

## Потомство

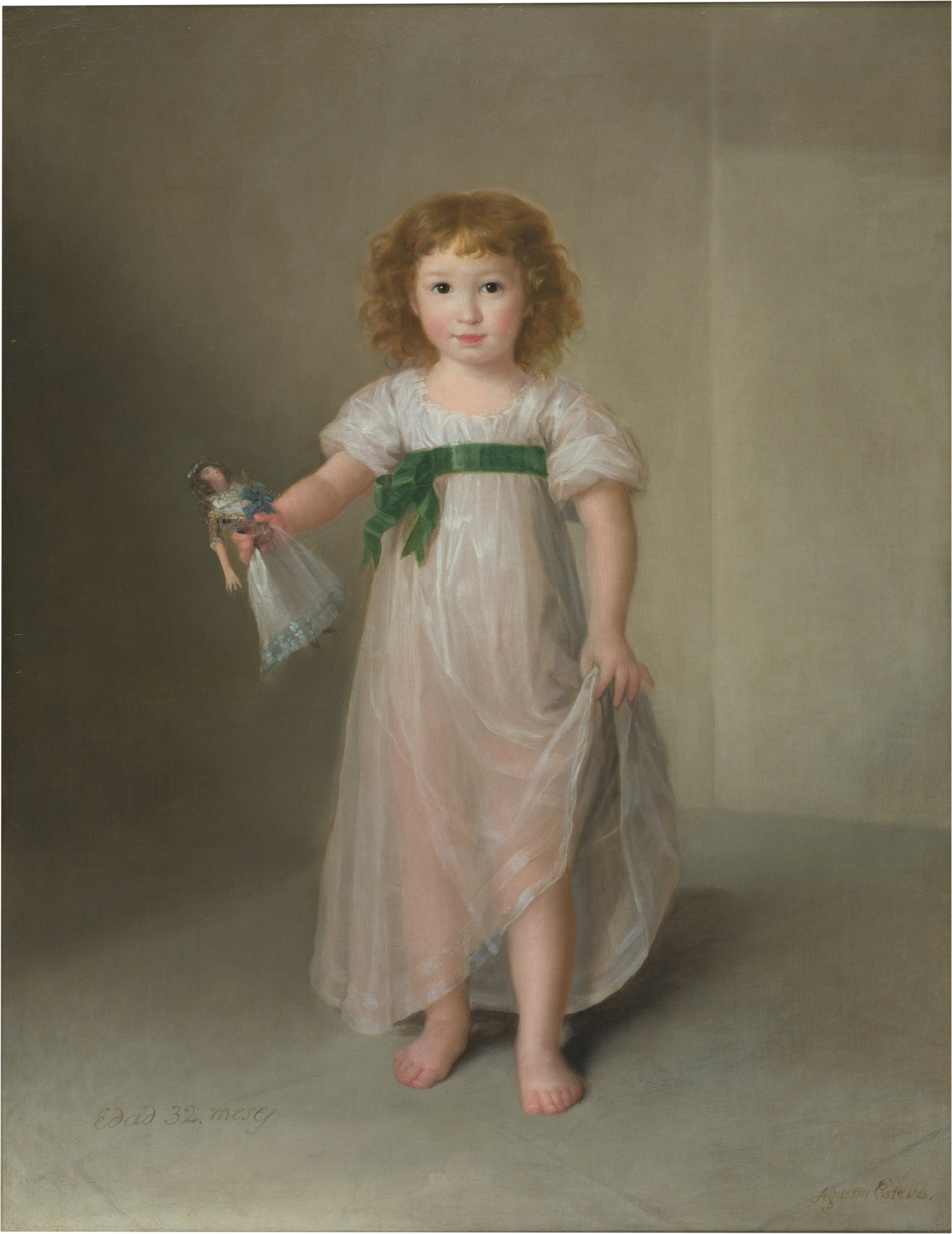
Мануэла Исидра Тельес-Хирон, будущая герцогиня де Абрантес, портрет Агустина Эстеве, 1797 год, Музей Прадо.

У Марии Хосефы Пиментель было по крайней мере девять детей во время брака, четверо из которых умерли в младенчестве:
- Хосе Мария Тельес-Хирон и Альфонсо-Пиментель (20 марта 1775 — 12 мая 1775), граф Майорга и маркиз де Ломбай.
- Рамон Хосе Тельес-Хирон и Альфонсо-Пиментель (7 января 1777 — 22 августа 1777), граф Майорга и маркиз де Ломбай.
- Педро де Алькантара Тельес-Хирон и Альфонсо-Пиментель (18 января 1778 — 17 сентября 1782), граф Майорга и маркиз де Ломбай, граф Белалькасар.
- Микаэла Мария дель Пилар Тельес-Хирон и Альфонсо-Пиментель (30 ноября 1779 — 11 августа 1780)
- Хосефа Мануэла Тельес-Хирон, 1-я маркиза Камараса (17 августа 1783 — 11 ноября 1817), маркиза Марчини. Замужем за Хоакином Марией Гайосо де лос Кобос и Бермудесом де Кастро, маркизом Камараса (1778—1849).
- Хоакина Мария дель Пилар Тельес-Хирон-и-Пиментель (21 сентября 1784 — 17 ноября 1851), графиня Осило. Замужем за Хосе Габриэль де Сильва-Базан, маркизом Санта-Крус (1772—1839). Её также изображал Франсиско Гойя.
- Франсиско де Борха Тельес-Хирон-и-Пиментель (6 октября 1785 — 21 мая 1820), 10-й герцог Осуна; женат на Марии Франциске де Бофор-и-Альварес де Толедо, графине де Бофор-Спонтин (1785—1830).
- Педро де Алькантара Тельес-Хирон-и-Пиментель (15 октября 1786 — 24 января 1851), принц Англона и маркиз Хавалкинто. Женат на Марии дель Росарио Фернандес де Сантильян-и-Вальдивия (1795—1857).
- Мануэла Тельес-Хирон-и-Пиментель (6 декабря 1794 — 9 января 1838), графиня Когинас. Замужем за Анхелем Марией де Карвахаль-и-Фернандес де Кордова, VIII герцогом Абрантесом (1793—1839). Его также изобразил Гойя в 1816 году.

## Титулы

### Собственные
- 1-я княгиня Англона
- княгиня Эскилаче
- 12-я герцогиня Аркос
- 12-я герцогиня Бехар
- 12-я герцогиня Бенавенте
- 14-я герцогиня Гандия
- 13-я герцогиня Пласенсия
- 10-я герцогиня Мандас-и-Вильянуэва
- 14-я маркиза де Хибралеон
- 8-я маркиза де Хабалькинто
- 15-я маркиза Сахара
- 12-я маркиза Ломбай
- 10-я маркиза Терранова
- Маркиза Марчини
- 13-я графиня Байлен
- 19-я графиня Майорга
- 12-я графиня Майальде
- 14-я графиня Баньярес
- 15-я графиня Белалькасар
- Графиня Бенавенте
- Графиня Касарес
- 14-я графиня Олива
- 1-я графиня Осило
- Графиня Когинас
- 15-я виконтесса Пуэбла-де-Алькосер

### По браку
- Герцогиня Осуна
- Маркиза де Пеньяфьель
- Графиня Фонтанар
- Граф Графиня Уренья

## Награды
- Дама Ордена Ордена Королевы Марии Луизы